# Батарея
Батареята е организационно тактическо подразделение от състава на артилерията или ракетните войски. Състои се от няколко оръдия или ракетни установки. Под батарея се разбира също и бойците, обслужващи тези оръдия или ракети. По численост батареята съответства на ротата в пехотата и също се състои от взводове.